# Julie Guicciardi

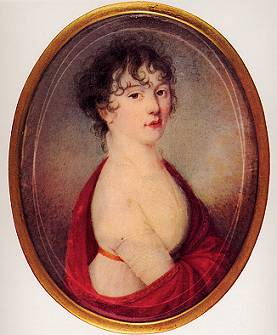
Miniatura dos pertences de Beethoven, possivelmente Julie Guicciardi

Julie Guicciardi (Przemyśl, 23 de novembro de 1784  – Viena, 22 de março de 1856) foi uma condessa austríaca e brevemente aluna de piano de Ludwig van Beethoven. Ele dedicou a ela sua Sonata para Piano nº 14, mais tarde conhecida como Sonata ao Luar. 

## Vida
Julie Guicciardi, como foi chamada por sua família, nasceu em Przemyśl, Galícia. Seus pais eram o conde Franz Joseph Guicciardi e a condessa Susanna von Brunswik. Ela chegou a Viena com seus pais de Trieste em junho de 1800, e sua beleza fez com que fosse notada pela alta sociedade. Ela logo ficou noiva do Conde von Gallenberg (1780 -1839), um compositor amador, com quem se casou em 14 de novembro de 1803. Posteriormente, eles se mudaram para Nápoles. Ela voltou a Viena em 1822. Anos depois, o conde Hermann von Pückler-Muskau estava entre seus admiradores. 
Ela morreu em Viena em 1856. 

## Relação com Beethoven
Beethoven conheceu Guicciardi através da família Brunsvik (frequentemente conhecida em inglês como "Brunswick"). Ele era particularmente íntimo de suas primas, as irmãs Therese e Josephine Brunsvik (a quem ensinava piano desde 1799). No final de 1801, ele se tornou o professor de piano de Guicciardi e aparentemente se apaixonou por ela. Ela é provavelmente a "garota encantadora", sobre a qual escreveu em 16 de novembro de 1801 ao amigo Franz Gerhard Wegeler: "Minha vida é mais uma vez um pouco mais agradável, estou fora de casa de novo, entre as pessoas - você mal pode acreditar que desolação, que tristeza tem sido a minha vida nestes últimos dois anos, esta mudança foi provocada por uma menina doce e encantadora, que me ama e a quem amo. Depois de dois anos, estou novamente desfrutando de alguns momentos de felicidade, e é a primeira vez que - sinto que o casamento poderia me fazer feliz, mas infelizmente ela não pertence à minha posição - e agora - certamente não poderia me casar agora".

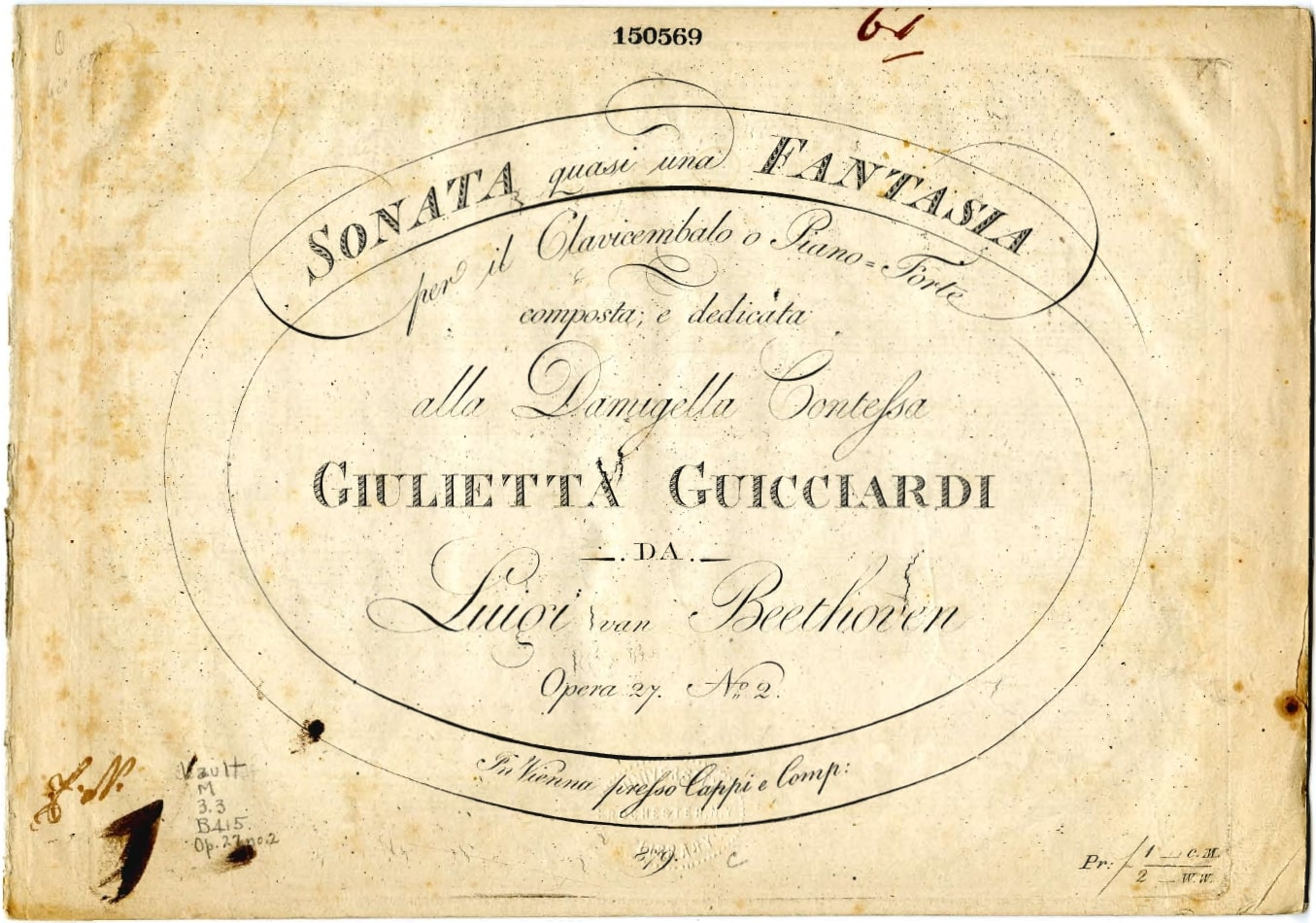
Página de título da primeira edição da Sonata para piano nº 14 (1802)

Em 1802, ele dedicou a ela (usando a forma italiana de seu nome "Giulietta Guicciardi" para se conformar com as convenções de dedicatórias) a Sonata para Piano nº 14, que embora originalmente intitulada Sonata quasi una Fantasia (como sua peça companheira) posteriormente se tornou conhecido pelo popular apelido Moonlight Sonata. Essa dedicatória não era a intenção original de Beethoven, e ele não tinha Guicciardi em mente ao escrever a Sonata ao Luar. Thayer, em sua Vida de Beethoven, afirma que a obra que Beethoven originalmente pretendia dedicar a Guicciardi era o Rondo em Sol, op. 51 No. 2, mas isso tinha que ser dedicado à Condessa Lichnowsky. Por isso, procurou no último momento uma peça para dedicar a Guicciardi.
Em 1823, Beethoven confessou a seu então secretário e posteriormente biógrafo Anton Schindler, que ele estava de fato apaixonado por ela na época. Em sua biografia de Beethoven de 1840, Schindler afirmou que "Giulietta" era o destinatário da carta à "Amada Imortal". Essa noção foi imediatamente questionada (embora não em público) por sua prima Therese Brunsvik: "Três cartas de Beethoven, supostamente para Giulietta. Eles poderiam ser uma farsa?" As dúvidas de Therese eram bem fundadas porque, ao contrário de Schindler e outros contemporâneos, ela sabia tudo sobre o intenso e duradouro romance entre Beethoven e sua irmã Josephine: "Três cartas de Beethoven ... devem ser para Josephine, a quem ele amava apaixonadamente".
No filme de 1994, Amada Imortal, a Condessa Guicciardi é interpretada por Valeria Golino. 